# Morienval
Morienval – miejscowość i gmina we Francji, w regionie Hauts-de-France, w departamencie Oise.
Według danych na rok 1990 gminę zamieszkiwało 1040 osób, a gęstość zaludnienia wynosiła 40 osób/km² (wśród 2293 gmin Pikardii Morienval plasuje się na 279. miejscu pod względem liczby ludności, natomiast pod względem powierzchni na miejscu 35.).